# Baldassarre Cenci (1648-1709)
Baldassarre Cenci (Roma, 4 gennaio 1648 – Fermo, 26 maggio 1709) è stato un cardinale e arcivescovo cattolico italiano.

## Biografia
Nato a Roma, Baldassarre era figlio di Virginio Cenci e di Maria Vittoria Verospi, nonché zio poi del cardinale Baldassarre Cenci iuniore (1761). Altri cardinali appartenenti a questa famiglia furono Tiberio Cenci (1645) e Serafino Cenci (1734).
Studiò all'Università La Sapienza di Roma ove ottenne il dottorato in utroque iure, divenendo poi referendario dei Tribunali della Segnatura Apostolica di Grazia e di Giustizia. Nominato vicelegato ad Avignone dal 26 settembre 1685, ottenne gli ordini sacri il 26 agosto 1691.
Eletto arcivescovo titolare di Larissa il 27 agosto 1691, venne consacrato il 30 settembre di quello stesso anno a Roma dal cardinale Fabrizio Spada. Prefetto del Cubicolo di Sua Santità dal 28 agosto 1691, divenne Assistente al Trono Pontificio dal 3 dicembre 1691.
Creato cardinale in pectore nel concistoro del 12 dicembre 1695, venne reso pubblico nel concistoro dell'11 novembre 1697, ricevendo il titolo di San Pietro in Montorio il 2 dicembre di quello stesso anno. Trasferito alla sede metropolitana di Fermo il 20 novembre 1697, prese parte al conclave del 1700 che elesse a pontefice Clemente XI.
Morì il 26 maggio 1709 alle 5 pomeridiane, nel palazzo arcivescovile di Fermo. La sua salma, esposta nella cattedrale metropolitana di Fermo, venne sepolta nella cappella della Madonna nel medesimo tempio.

## Genealogia episcopale e successione apostolica
La genealogia episcopale è:
- Cardinale Scipione Rebiba
- Cardinale Giulio Antonio Santori
- Cardinale Girolamo Bernerio, O.P.
- Arcivescovo Galeazzo Sanvitale
- Cardinale Ludovico Ludovisi
- Cardinale Luigi Caetani
- Cardinale Ulderico Carpegna
- Cardinale Paluzzo Paluzzi Altieri degli Albertoni
- Cardinale Gasparo Carpegna
- Cardinale Fabrizio Spada
- Cardinale Baldassarre Cenci

La successione apostolica è:
- Vescovo Antonio Spinelli, C.R. (1697)
- Vescovo Giuseppe Maria Bondola, O.F.M.Conv. (1697)
- Vescovo Alessandro Croce (1697)
- Vescovo Simone Paolo Aleotti (1698)
- Vescovo Joseph-François Gualtieri (1703)
- Vescovo Pietro Valerio Martorelli (1703)
- Vescovo Angelo Maria Porfirio (1703)